# Dactyladenia
Genre
Synonymes
- Griffonia Hook.f.[1]

Dactyladenia Welw. 1859 est un genre de plantes à fleurs de la famille des Chrysobalanacées. Ce sont des arbres originaires principalement d'Afrique[réf. nécessaire]. 

## Classification
Ce genre a été décrit en 1859 par le botaniste autrichien Friedrich Martin Josef Welwitsch (1806-1872).
En classification phylogénétique APG IV (2016), comme en classification phylogénétique APG III (2009) ou en classification classique de Cronquist (1981), ce genre est assigné à la famille des Chrysobalanaceae. 

### Synonymes
- Griffonia Hook.f.
- Acioa subgen. Afracioa Letouzey[6].

### Liste d'espèces
Selon World Checklist of Selected Plant Families (WCSP) (21 mars 2019) :
- Dactyladenia barteri (Hook.f. ex Oliv.) Prance & F.White (1979)
- Dactyladenia bellayana (Baill.) Prance & F.White (1979)
- Dactyladenia buchneri (Engl.) Prance & Sothers (2002)
- Dactyladenia campestris (Engl.) Prance & F.White (1979)
- Dactyladenia chevalieri (De Wild.) Prance & F.White (1979)
- Dactyladenia cinerea (Engl. ex De Wild.) Prance & F.White (1979)
- Dactyladenia dewevrei (De Wild. & T.Durand) Prance & F.White (1979)
- Dactyladenia dichotoma (De Wild.) Prance & F.White (1979)
- Dactyladenia dinklagei (Engl.) Prance & F.White (1979)
- Dactyladenia eketensis (De Wild.) Prance & F.White (1979)
- Dactyladenia floretii Breteler, Adansonia, sér. 3 (2000)
- Dactyladenia floribunda Welw. (1859)
- Dactyladenia gilletii (De Wild.) Prance & F.White (1979)
- Dactyladenia globosa Jongkind (2012)
- Dactyladenia hirsuta (A.Chev. ex De Wild.) Prance & F.White (1979)
- Dactyladenia icondere (Baill.) Prance & F.White (1979)
- Dactyladenia johnstonei (Hoyle) Prance & F.White (1979)
- Dactyladenia jongkindii Breteler, Adansonia, sér. 3 (2000)
- Dactyladenia laevis (Pierre ex De Wild.) Prance & F.White (1979)
- Dactyladenia lehmbachii (Engl.) Prance & F.White (1979)
- Dactyladenia letestui (Letouzey) Prance & F.White (1979)
- Dactyladenia librevillensis (Letouzey) Prance & F.White (1979)
- Dactyladenia mannii (Oliv.) Prance & F.White (1979)
- Dactyladenia ndjoleensis Breteler (1999)
- Dactyladenia pallescens (Baill.) Prance & F.White (1979)
- Dactyladenia pierrei (De Wild.) Prance & F.White (1979)
- Dactyladenia sapinii (De Wild.) Prance & F.White (1979)
- Dactyladenia scabrifolia (Hua) Prance & F.White (1979)
- Dactyladenia smeathmannii (Baill.) Prance & F.White (1979)
- Dactyladenia staudtii (Engl.) Prance & F.White (1979)
- Dactyladenia whytei (Stapf) Prance & F.White (1979)